# Język regionalny

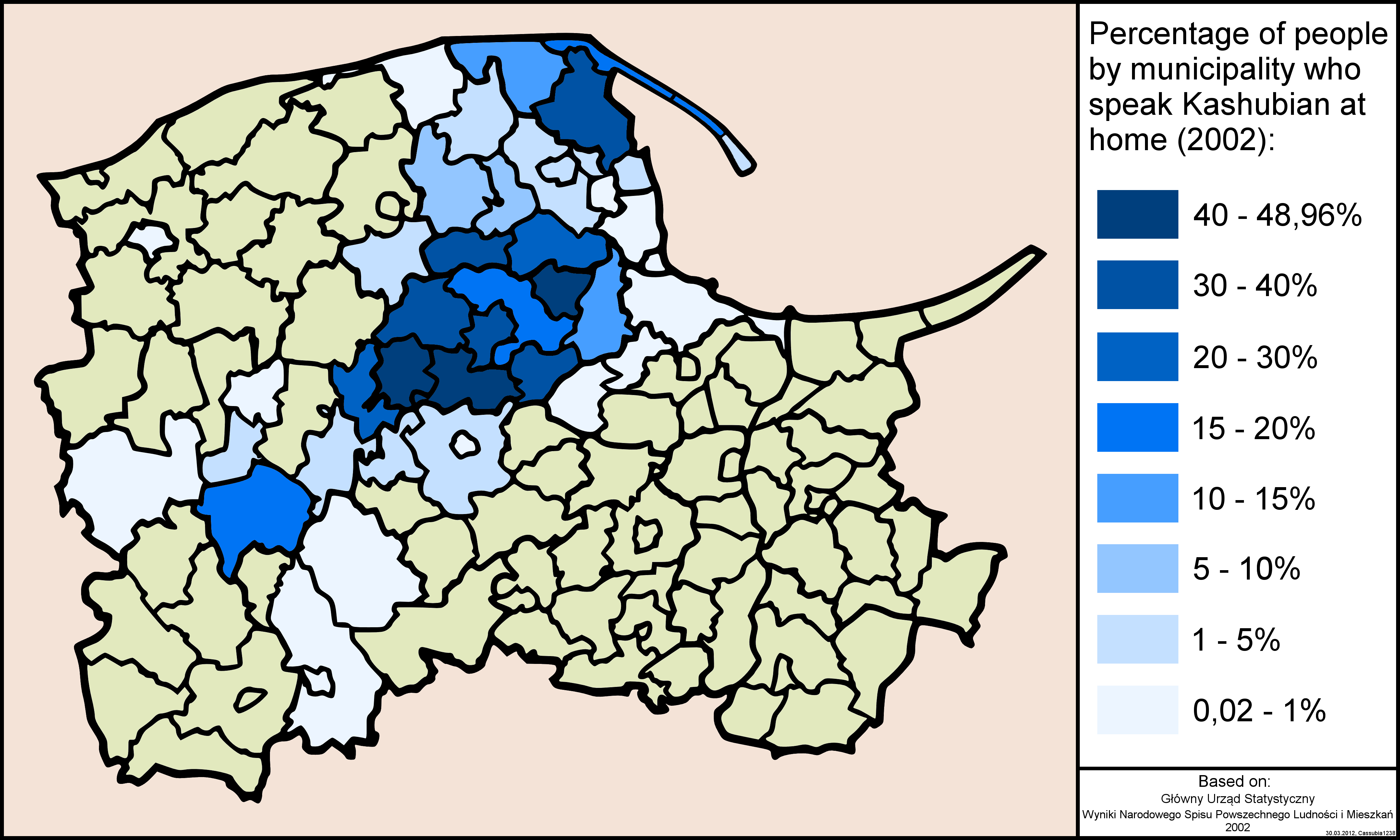
Procentowy udział osób posługujących się w kontaktach domowych językiem kaszubskim (2002)

Język regionalny – wg definicji zawartej w Europejskiej karcie języków regionalnych lub mniejszościowych: mowa tradycyjnie używana na terenie państwa przez mniejszą liczebnie od reszty grupę obywateli, odmienna od przyjętego języka urzędowego oraz niebędąca ani dialektem oficjalnego języka tego państwa, ani językiem migrantów. 

## Polska
W Polsce status języka regionalnego ma etnolekt kaszubski, co reguluje ustawa z dnia 6 stycznia 2005 roku o mniejszościach narodowych i etnicznych oraz o języku regionalnym. W niektórych gminach: Linia, Luzino, Parchowo, Sierakowice i Żukowo urzędnicy są zobowiązani ustawowo, aby na pisma interesantów w kaszubszczyźnie odpowiadać również w tej mowie, gdy interesanci sobie tego życzą.

## Unia Europejska
Statusem języka regionalnego objęte są niektóre języki w pozostałych krajach Unii Europejskiej:
- we Francji: szampański, oksytański, alzacki, bretoński
- w Niemczech: dolnosaksoński, dolnołużycki, górnołużycki.